# 1095 w polityce

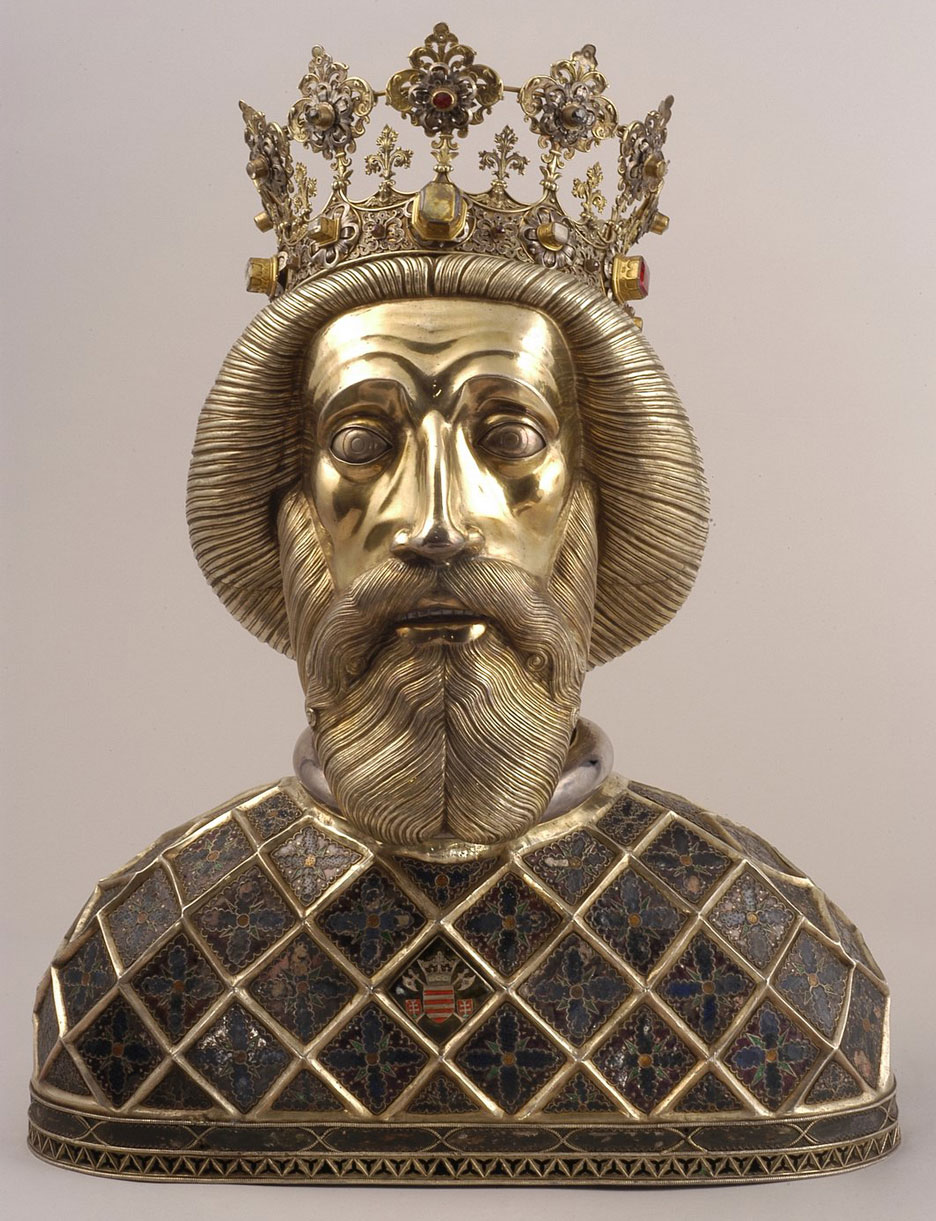
Relikwiarz Władysława I Świętego

Wydarzenia polityczne w 1095 roku.

## Wydarzenia
- Powstanie Hrabstwa Portugalii[1].
- Na Synodzie w Clermont zostaje podjęta decyzja o zorganizowaniu wyprawy krzyżowej do Ziemi Świętej[2][3].

## Urodzili się
- 22 grudnia Roger II, hrabia Sycylii.

## Zmarli
- 18 czerwca Zofia węgierska córka króla Beli I i córki Mieszka II Lamberta, nazywanej umownie Rychezą (Ryksą).
- 29 lipca Władysław I Święty, król Węgier.
- 18 sierpnia Olaf I Głód, król Danii.